# Albert Vogel
Albert Vogel var en litograf och xylograf verksam under senare hälften av 1800-talet.
Vogel arbetade som xylograf i Norrköping 1861–1865 på tidningen Svenska Arbetaren. För tidningen utförde han en serie Bellmanmotiv där han 1861 i litografi utförde en bild på Ulla Winblads förlofning med sjötullbesökaren Nordström bilden återutgavs i Norrköpings museum verksamhetsberättelse 1949.  